# Governatorato di Galla e Sidama
Il governatorato di Galla e Sidama era una divisione amministrativa dell'Africa Orientale Italiana istituita il 1º giugno 1936. Nel 1938, confinava a nord con l'Amara e il Sudan, a sud con il Kenya, a ovest con il Sudan e a est con il governatorato dello Scioa e il governatorato di Harar. Nel 1938 parte dei suoi territori andarono a formare il governatorato dello Scioa. Era uno dei 4 governi dell'Africa Orientale Italiana che costituivano l'Impero italiano d'Etiopia.

## Commissariati
Comprendeva i commissariati di Baco, dell'Ovest, del Borana, del Caffa e Ghimirra, di Gimma, del Guraghé e Cambattà, del Magi e Sciuro, dell'Ometo, del Sidamo, dell'Uollega e Gundrù.

## Simboli
Lo stemma del Governo di Galla e Sidama era stato concesso con regio decreto del 18 aprile 1938.

## Governatori
- Carlo Geloso (dal 1º giugno 1936 al 9 luglio 1938)
- Armando Felsani (dal 10 luglio 1938 al 12 agosto 1938)
- Pietro Gazzera (dal 12 agosto 1938 al 6 luglio 1941)